# 정준연
정준연(1989년 4월 30일 ~ )은 대한민국의 축구 선수이며 포지션은 수비수였다.

## 클럽 경력

### 전남 드래곤즈
전남 드래곤즈 산하 유소년 팀인 광양제철고등학교를 거쳐 2008년 전남 드래곤즈에 입단하였다. 2010 시즌 이규로가 FC 서울로 이적한 이후 유지노와 번갈아 출전하며 주전 경쟁을 벌였다.

### 광주 FC
2014년 2월 2일 류원우와 함께 광주 FC로 1년 임대되었다. 2014 시즌 광주에서 리그 30경기에 출전하며 팀의 승강 플레이오프 진출을 이끌었고, 승강 플레이오프에서도 2경기에 모두 출전하여 팀의 승격에 기여하였다. 2015 시즌을 앞두고 광주 FC로의 완적 이적을 발표하였다. 2015년 9월 9일 인천 유나이티드와의 경기에서는 골키퍼 최봉진과의 충돌 이후 발생한 뇌진탕으로 의식을 잃고 쓰러져 병원으로 이송되었으나 이동 중 의식을 찾았다.

### 상주 상무
2015 시즌을 마치고 군 복무를 위해 상주 상무에 입대하였다.